# Ngô Phương Lan
Ngô Phương Lan (sinh ngày 12 tháng 3 năm 1987) là một hoa hậu người Việt Nam. Ngô Phương Lan đã trở thành người đầu tiên đoạt vương miện Hoa hậu Thế giới người Việt năm 2007 do báo Tiền Phong, báo Thanh Niên, VTV và khu nghỉ dưỡng VinPearland phối hợp tổ chức và nhận phần thưởng trị giá 20.000 USD.

## Tiểu sử
Ngô Phương Lan thuộc dòng dõi danh thần đời Lê, trong gia phả của gia đình có danh thần nhà Lê Trung Hưng, Thượng thư bộ Hộ kiêm Tế tửu Quốc tử giám Ngô Trí Hòa.
Cha cô là nhà ngoại giao Ngô Quang Xuân, nguyên Phó chủ nhiệm Ủy ban Đối ngoại Quốc hội Việt Nam 2008, nguyên Đại sứ Việt Nam tại Thụy Sĩ, Trưởng phái đoàn đại diện thường trực Việt Nam tại Liên Hợp Quốc, Tổ chức thương mại thế giới (WTO), Phó chủ tịch Đại hội đồng Liên minh Nghị viện thế giới nhiệm kỳ 2010 – 2011. Cả mẹ cô, bà Lê Thị Hòa cũng làm việc trong ngành ngoại giao. Ảnh hưởng từ bố mẹ nên Ngô Phương Lan nuôi ước mơ trở thành nhà ngoại giao trong tương lai.
Ngô Phương Lan là con gái út trong gia đình và còn có chị gái Ngô Thu Hương hơn cô 11 tuổi, là Thạc sĩ Kinh tế tốt nghiệp ở Mỹ.
Năm 1993, đang học lớp 1 ở Hà Nội thì Ngô Phương Lan đã theo gia đình sang Hoa Kỳ vì khi đó ông Ngô Quang Xuân làm Đại sứ Việt Nam tại Liên hiệp quốc. Ngô Phương Lan từng được tổng thống Mỹ Bill Clinton trao tặng bằng khen vì thành tích học tập cao tại trường Tiểu học New York.
Đầu năm 2000, cô trở lại Hà Nội học tại Trường Quốc tế Liên hiệp quốc, Năm 2002, cô theo bố mẹ sang Thuỵ Sĩ sống và học tập cho đến khi về nước thi hoa hậu.
Lên trung học Ngô Phương Lan xuất sắc vượt qua kỳ thi tú tài toàn phần Pháp của Trường quốc tế Pháp. Cô tốt nghiệp ngành Quan hệ quốc tế tại Đại học Geneve với bài luận văn xuất sắc và được đánh giá rất cao về đề tài văn hóa lịch sử.
Sở thích của Ngô Phương Lan là hát, múa, dã ngoại và thể thao. Từ khi 3 tuổi, cô đã biết múa quạt và tập hợp các bạn múa cùng mình. Dù chỉ học qua băng đĩa nhưng cô có thể múa được điệu chim công, "chim Kơ tia gọi bầy" hay "Lung linh mai vàng" của Quốc Toản.

## Đời tư
Ngô Phương Lan kết hôn với người chồng ngoại quốc Loz Whitaker vào năm 2013. Cô sinh con gái đầu lòng vào năm 2019 và đặt tên là Lan Vy.

## Thông tin thêm
- Ngô Phương Lan từng 2 lần được đề cử dự thi Hoa hậu Thế giới vào các năm 2007 và 2008 nhưng cô đều từ chối với lý do bận việc cá nhân.[5]
- Ngô Phương Lan là một trong 2 đại diện chính thức của Việt Nam dự lễ rước đuốc khai mạc đại hội thể thao Olympic 2012 vào tháng 6/2012 tại Luân Đôn. Cùng vinh dự này với Ngô Phương Lan là đại kiện tướng cờ vua Lê Quang Liêm.[8]
- Năm 2021, cô trở về Việt Nam và xuất hiện với tư cách khách mời trong chương trình Cuộc hẹn cuối tuần.[9]